# El enemigo público número uno
El enemigo público número 1 (Manhattan Melodrama) es una película estadounidense de 1934, dirigida por W. S. Van Dyke y George Cukor, y con actuación principal de Clark Gable, William Powell y Myrna Loy en los roles principales; también participa Mickey Rooney en un rol secundario. 
El guion está basado en una historia original de Arthur Caesar, galardonado con el premio Oscar a la mejor historia original 1934. 
Richard Rodgers compuso para la película la canción The Bad in Every Man, más conocida como Blue Moon.
Cuando John Dillinger, que fue nombrado enemigo público número uno de Estados Unidos, salía del cine de ver esta película cuando fue asesinado por la policía.

## Argumento
Dos huérfanos se convierten en hermanos cuando son adoptados por un mismo hombre. Ambos se convierten en grandes amigos, no obstante, la vida los lleva por caminos distintos, mientras que uno es un abogado que trabaja para la fiscalía, otro es un gánster. Todo se complica cuando uno ha de procesar al otro por asesinato y, cuando ambos, se enamoran de la misma mujer.

## Reparto
- Clark Gable - Edward J. «Blackie» Gallagher
- William Powell - James W. «Jim» Wade
- Myrna Loy - Eleanor Packer
- Leo Carrillo - Padre Joe
- Nat Pendleton - Spud
- George Sidney - Poppa Rosen
- Isabel Jewell - Annabelle
- Muriel Evans - Tootsie Malone
- Thomas E. Jackson – Richard Snow, asistente del Fiscal
- Isabelle Keith - Señorita Adams
- Frank Conroy – Abogado defensor de «Blackie»
- Noel Madison - Manny Arnold
- Jimmy Butler - Jim Wade, de niño
- Mickey Rooney - Blackie Gallagher, de niño
- Shirley Ross – Cantante en el Cotton Club